# Burkina Fasó-i labdarúgó-válogatott
A Burkina Fasó-i labdarúgó-válogatott (becenevükön: A mének) Burkina Faso nemzeti csapata, melyet a Burkina Fasó-i labdarúgó-szövetség irányít. 1984-ig az országot Felső Voltának hívták, ezen a néven szerepelt a nemzeti csapat is. Az Afrikai Nemzetek Kupájában a legjobb helyezést 2013-ban érte el, amikor ezüstérmes lett. Világbajnokságon a csapat még nem vett részt.

## Világbajnoki szereplés
- 1930 – Nem indult
- 1934 – Nem indult
- 1938 – Nem indult
- 1950 – Nem indult
- 1954 – Nem indult
- 1958 – Nem indult
- 1962 – Nem indult
- 1966 – Nem indult
- 1970 – Nem indult
- 1974 – Nem indult
- 1978 – Nem jutott be
- 1982 – Nem indult
- 1986 – Nem indult
- 1990 – Nem jutott be
- 1994 – Visszalépett
- 1998 – Nem jutott be
- 2002 – Nem jutott be
- 2006 – Nem jutott be
- 2010 – Nem jutott be
- 2014 – Nem jutott be

## Afrikai nemzetek kupája-szereplés
- 1957 – Nem indult
- 1959 – Nem indult
- 1962 – Nem indult
- 1963 – Nem indult
- 1965 – Nem indult
- 1968 – Nem jutott be
- 1970 – Visszalépett
- 1972 – Visszalépett
- 1974 – Nem jutott be
- 1976 – Nem indult
- 1978 – Csoportkör
- 1980 – Nem indult
- 1982 – Nem jutott be
- 1984 – Nem indult
- 1986 – Nem indult
- 1988 – Nem indult
- 1990 – Nem jutott be
- 1992 – Nem jutott be
- 1994 – Visszalépett
- 1996 – Csoportkör
- 1998 – Negyedik
- 2000 – Csoportkör
- 2002 – Csoportkör
- 2004 – Csoportkör
- 2006 – Nem jutott be
- 2008 – Nem jutott be
- 2010 – Csoportkör
- 2012 – Csoportkör
- 2013 –  Ezüst
- 2015 – Csoportkör
- 2017 –  Bronz
- 2019 – Nem jutott be
- 2022 – Negyedik